# Haemaphysalis lagostrophi
Haemaphysalis lagostrophi är en fästingart som beskrevs av Roberts 1963. Haemaphysalis lagostrophi ingår i släktet Haemaphysalis och familjen hårda fästingar. Inga underarter finns listade i Catalogue of Life.